# 惠皇后 (明朝)
惠皇后趙氏（？—？），明惠帝朱宇溫妻。

## 生平
趙氏事跡不詳，只知她嫁與明惠帝。隆武元年（1645年），明紹宗追上諡號為惠皇后。